# NME in Association with War Child Presents 1 Love
NME In Association With War Child Presents 1 Love é um álbum de caridade por vários artistas. O New Musical Express (mais conhecida como NME) é uma revista de música pop do Reino Unido, publicado semanalmente desde Março de 1952. War Child é uma organização de caridade que trabalha com crianças afetadas pelas guerras no Iraque, Afeganistão, República Democrática e Uganda. War Child trabalha com crianças carentes, na qual são mais atingidas pela pobreza, conflito e inclusão social.
Outros álbuns de War Child incluem The Help Album (1995), Help!: A Day in the Life (2005) e War Child Presents Heroes (2009).

## Lista de faixas
1. "All or Nothing" (versão original por The Small Faces) – Starsailor
2. "The Power of Love" (versão original por Frankie Goes to Hollywood) – Feeder
3. "Killer" (versão original por Adamski) – Sugababes
4. "The House of the Rising Sun" (tradicional) – Muse
5. "Nothing Compares 2 U" (versão original por The Family) – Stereophonics
6. "Dub Be Good to Me" (versão original por Beats International) – Faithless e Dido
7. "Merry Xmas Everybody" (versão original por Slade) – Oasis
8. "Something in the Air" (versão original por Thunderclap Newman) – Elbow
9. "Back to Life" (versão original por Soul II Soul) – The Reelists participação Ms. Dynamite
10. "Out of Time" (versão original por The Rolling Stones) – Manic Street Preachers
11. "Come On Eileen" (versão original por Dexys Midnight Runners) – Badly Drawn Boy com Jools Holland e sua Orquestra Rhythm & Blues
12. "Ghost Town" (versão original por The Specials) – The Prodigy
13. "Firestarter" (versão original por The Prodigy) – Jimmy Eat World
14. "Pretty Flamingo" (versão original por Manfred Mann) – Darius
15. "Dreams" (versão original por Gabrielle) – More Fire Crew participação Gabrielle
16. "Back for Good" (versão original por Take That) – McAlmont & Butler